# Oliarus tarai
Oliarus tarai är en insektsart som beskrevs av George Willis Kirkaldy 1902. Oliarus tarai ingår i släktet Oliarus och familjen kilstritar.

## Underarter
Arten delas in i följande underarter:
- O. t. hawaiiensis
- O. t. kohalana